# Viện nghiên cứu khoa học và thiết kế công cụ Tikhomirov

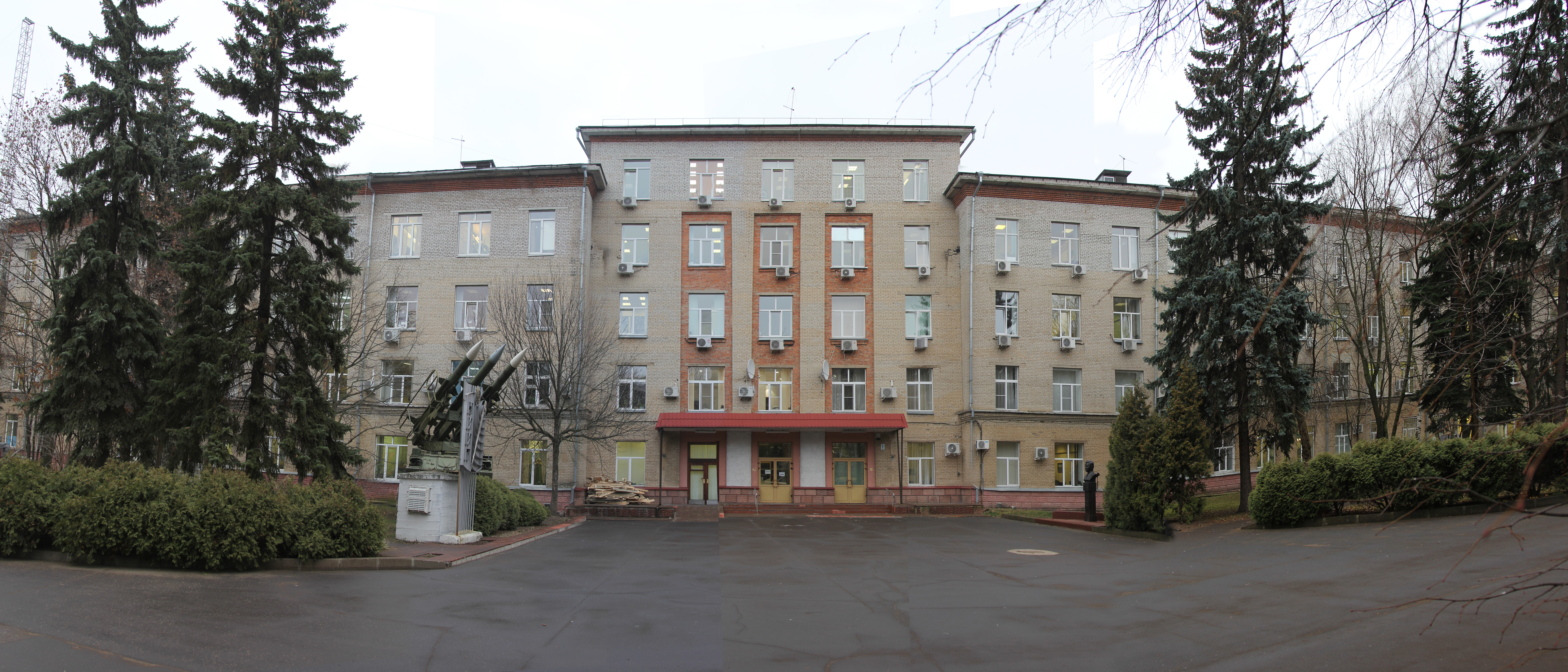
NIIP headquarters facade

Công ty cổ phần nghiên cứu và thiết kế radar mang tên V.V. Tikhomirov (tiếng Nga: ОАО «Научно-исследовательский институт приборостроения имени В.В.Тихомирова», tiếng Nga: НИИП, NIIP) là một trong những nhà phát triển và sản xuất radar, hệ thống điều khiển vũ khí cho máy bay chiến đấu, và hệ thống tên lửa phòng không tầm trung của Nga.

## Lịch sử ra đời
Viện thiết kế được thành lập vào ngày 1/3/1955 với tư cách là một phân hiệu của Viện NII-17 Moskva, theo quyết định của Bộ Hàng không, Hội đồng Bộ trưởng Liên Xô (Resolution No. 2436-1005, 18 tháng 9 năm 1954). Tháng 2 năm 1956, phân hiệu NII-17 được tổ chức lại trở thành một cơ quan nghiên cứu độc lập có tên gọi Scientific Research Institute for Instrumentation-Viện nghiên cứu và thiết kế công cụ, hay là NIIP. Năm 1994 viện nghiên cứu được đặt theo tên của giám đốc đầu tiên của Viện là Viktor Tikhomirov.

## Các sản phẩm do Viện nghiên cứu phát triển

### Hệ thống radar điều khiển
- N007 Zaslon sử dụng trên MiG-31

### Hệ thống tên lửa phòng không tầm trung

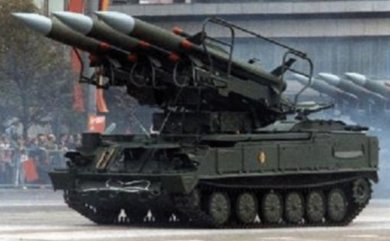
Hệ thống tên lửa phòng không 2P25 Kub

- 2K12 Kub với tên lửa phòng không 3M9, 1958-1967 (phiên bản xuất khẩu Kvadrat) - tên gọi của NATO là SA-6 "Gainful"
- Các phiên bản tên lửa phòng không Kub-M1 đến Kub-M4.
- Hệ thống tên lửa phòng không Buk 9К37 cùng tên lửa phòng không 9M38 missile - tên gọi của NATO: SA-11 "Gadfly"
- Hệ thống tên lửa phòng không nâng cấp 9К37М1 Buk-M1 với tên lửa nâng cấp 9M38M1
- Hệ thống tên lửa phòng không Ural (dự án không được hoàn thiện, mới chỉ có một nguyên mẫu được chế tạo) - tên gọi của NATO: SA-17 "Grizzly"
- 9К317 Buk-M2 với tên lửa 9M317.
- 9К37M1-2 Buk-M1-2 (Phiên bản cải tiến của Buk-M1 để sử dụng tên lửa của hệ thống Buk-M2)
- 9К317E Buk-M2E, phiên bản xuất khẩu của Buk-M2
- 9К317M Buk-M3
- ABM-1 Galosh

### Hệ thống radar điều khiển vũ khí trên máy bay chiến đấu

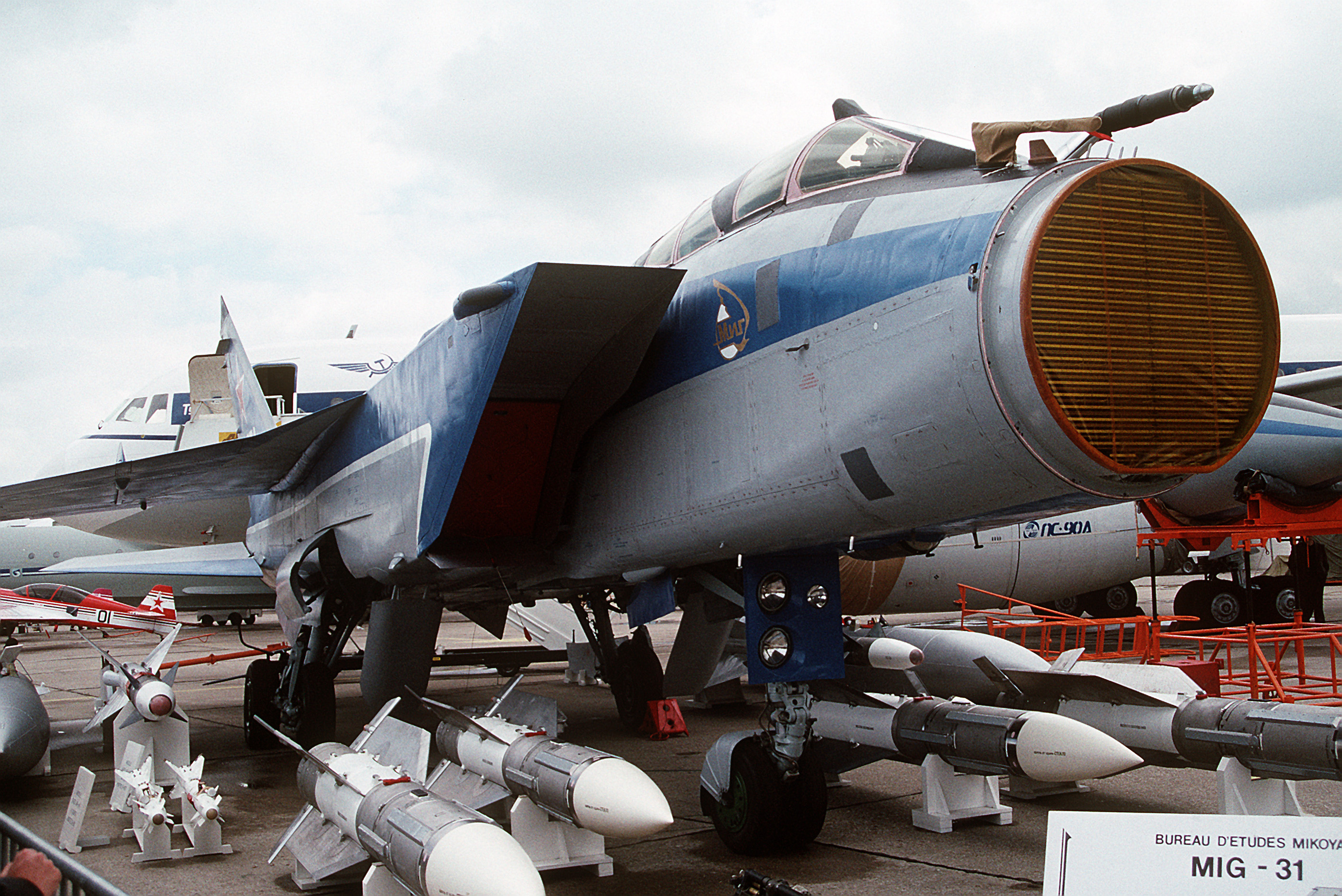
MiG-31 'Foxhound' với radar Zaslon

- MiG-31 lần đầu tiên giới thiệu radar mảng pha quét điện tử năm 1981.
- SUV-27 (tiếng Nga: СУВ-27) AWCS trang bị trên Su-27 và MiG-29, Su-30, Su-33, Su-35 cùng các biến thể của chúng (việc phát triển được bắt đầu từ năm 1978)
- RLSU-27 (tiếng Nga: РЛСУ-27) AWCS sử dụng trên Su-27M là loại radar xử lý tín hiệu kỹ thuật số xác định vị trí dựa trên ăng ten khe (phát triển vào năm 1982)
- Radar xác định vị trí mục tiêu Osa - tiếng Nga: РЛПК «Оса») - AWCS trang bị trên các máy bay phản lực hạng nhẹ như MiG-21, MiG-29, MiG-AT

### Ăng ten mảng pha
- Radar mảng pha thụ động với quét sóng điện tử Pero
- Radar mảng pha quét điện tử thụ động thế hệ mới Bars, Irbis, Byelka.
- Ăng ten mảng pha chủ động băng tần X Epolet-A, đang thử nghiệm

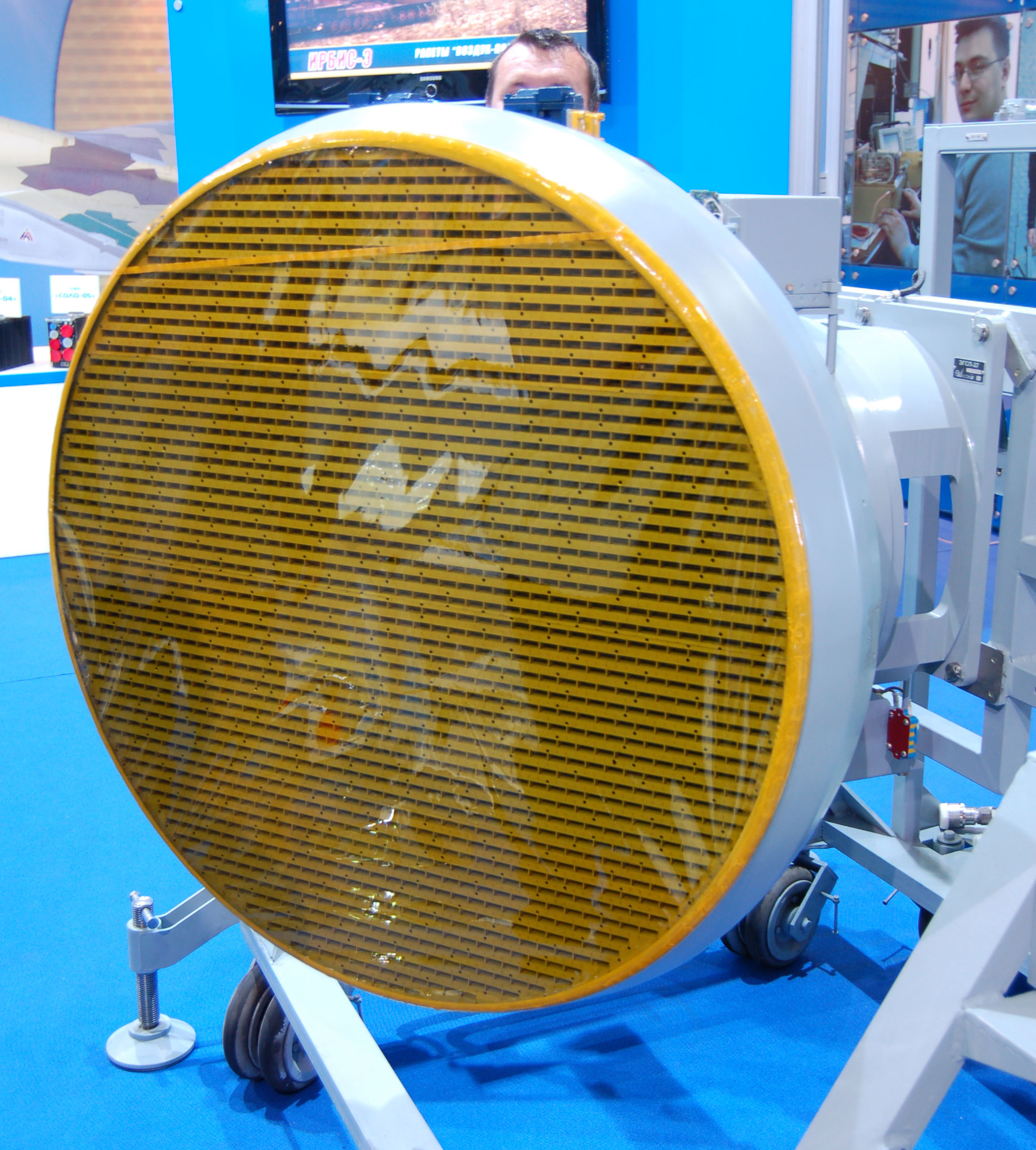
Irbis-E tại triển lãm MAKS Airshow năm 2009
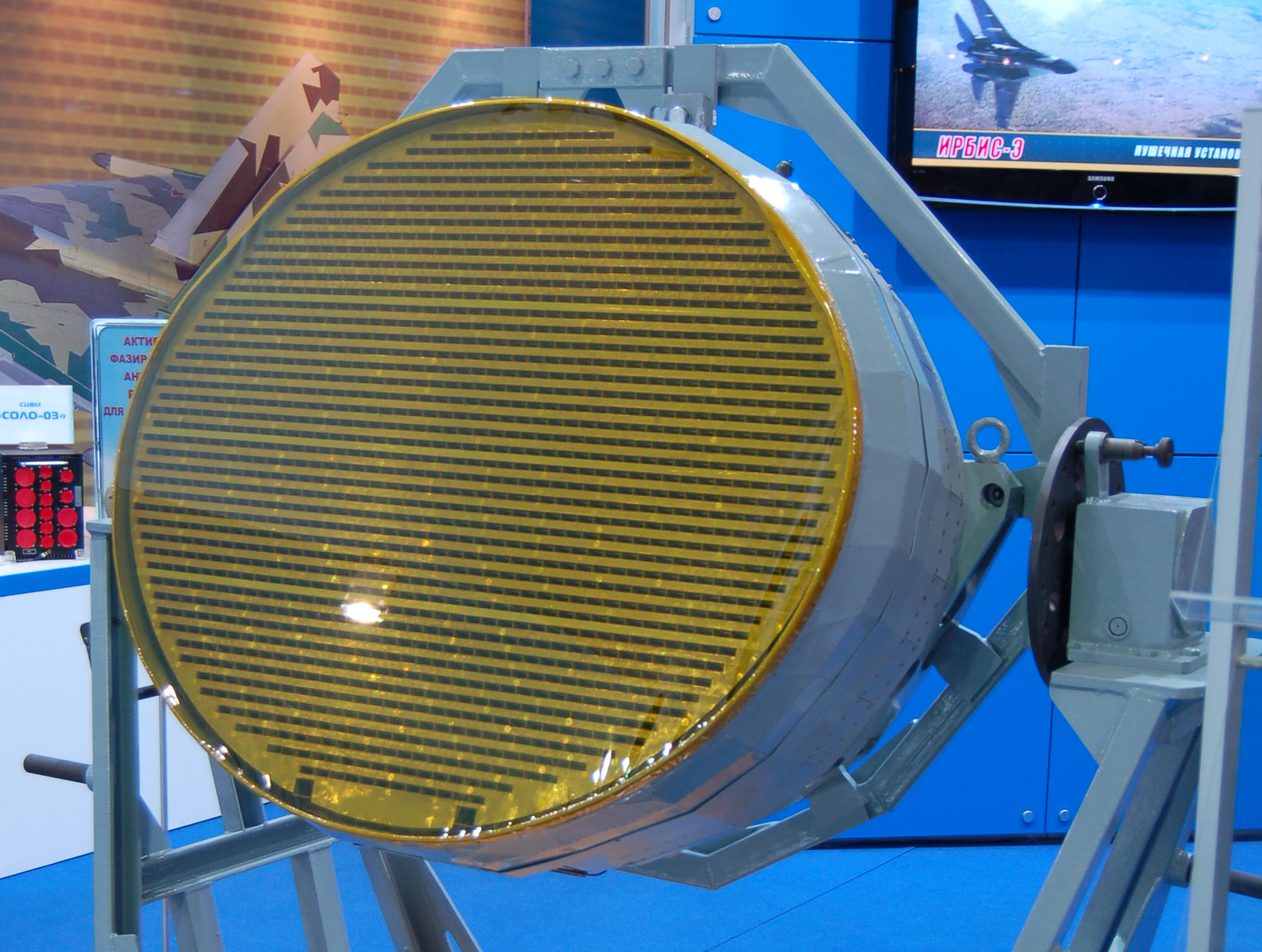
N036 Byelka Radar AESA sử dụng trên PAK FA tại triển lãm MAKS Airshow năm 2009
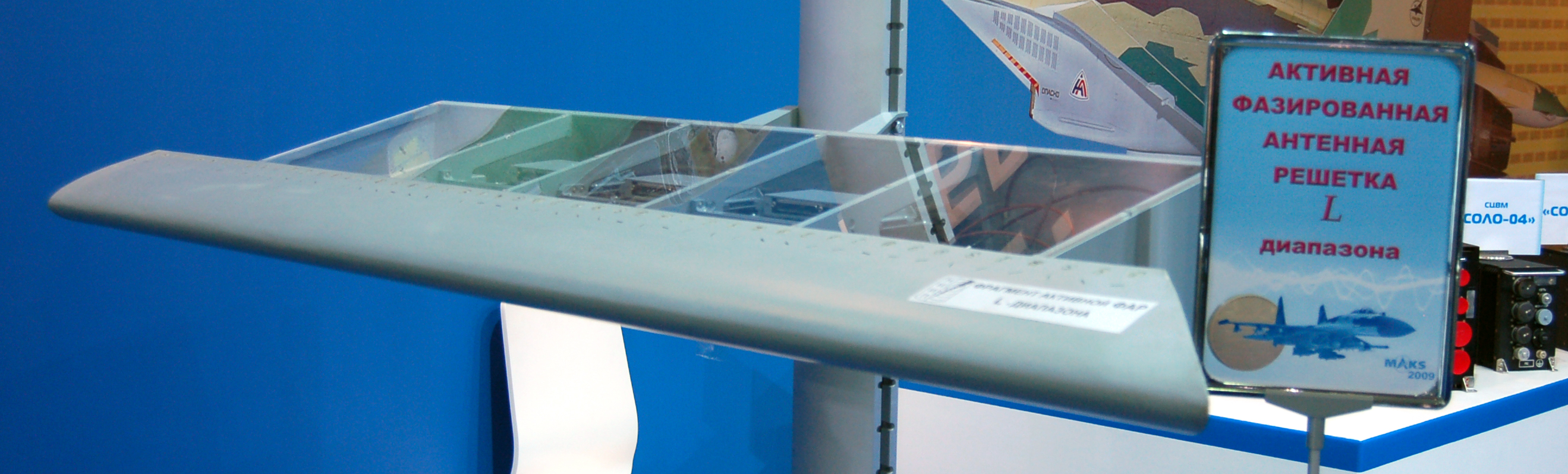
Radar AESA băng tần L tại triển lãm MAKS Airshow năm 2009
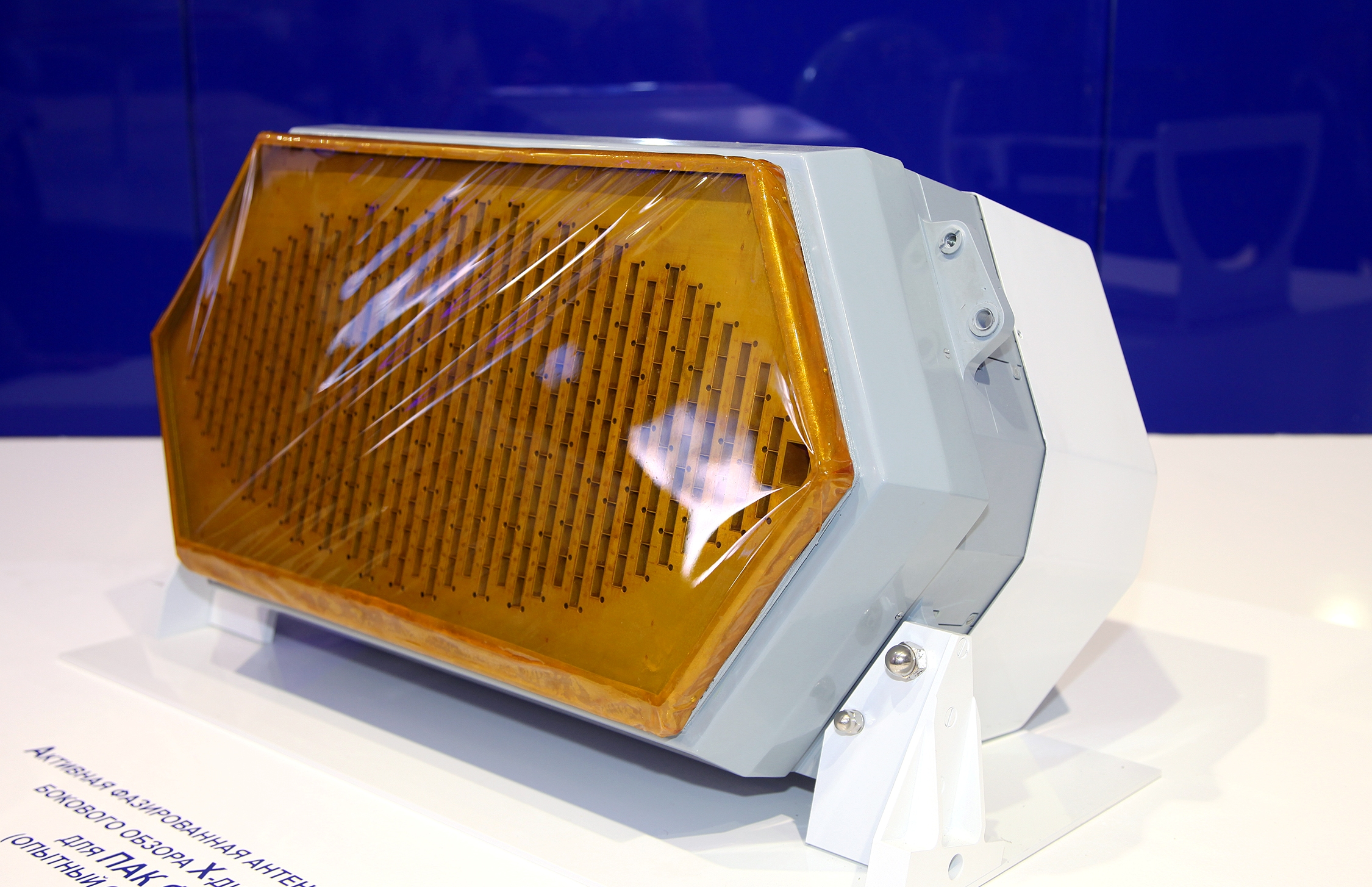
Radar AESA băng tần X tại triển lãm MAKS Airshow năm 2013

### Đầu dò radar
- Radar N001 Myech

### Các mặt hàng dân sự
- Hệ thống kiểm soát tự động, hệ thống an toàn giao thông, hệ thống điều khiển cho tàu điện ngầm và xe
- Delta-Geon
- Các thiết bị định vị
- Thiết bị phát hiện các thành phần chất nổ trong va li (RDX, HMX).
- Sonar quét hai bên HYDRA

## Người nổi tiếng

### Danh sách viện trưởng
- 1 tháng Ba năm 1955 - 1962 - Viktor Vasilievitch Tikhomirov
- 1962-1969 - Yuriy Nikolaevitch Figurovsky, Tiến sĩ kỹ thuật, giáo sư, được trao giải thưởng Lenin, Anh hùng lao động xã hội chủ nghĩa.
- 1969-1973 - Sergey Afanasievitch Pecherin, được trao giải thưởng Lenin và hai lần nhận Huân chương Lao động cờ đỏ;
- 1973-1978 - Viktor Konstantinovitch Grishin
- 1978-1998 - Valentin Vasilievitch Matyashev
- Từ năm 1998 - Yuriy Ivanovitch Beliy, Honoured Radio Operator, Honoured Aircraft Engineer

### Các nhà nghiên cứu chính
- Ardalion Rastov, designer of both Kub and Buk SAMs
- Eugeny Pigin [ru], chief designer of the institute

## Link ngoài
- V.V. Tikhomirov Instrument Research and Development Institute, "The Golden Book of Moscow Business. The Year 2003"